# Pierre-Henri Raphanel
 Pierre-Henri Raphanel  va ser un pilot de curses automobilístiques francès que va arribar a disputar curses de Fórmula 1.
Va néixer el 27 de maig del 1961 a Alger, Algèria.

## A la F1
Pierre-Henri Raphanel va debutar a la setzena i última cursa de la temporada 1988 (la 39a temporada de la història) del campionat del món de la Fórmula 1, disputant el 13 de novembre del 1988 el G.P. d'Austràlia al circuit d'Adelaida.
Va participar en un total de disset curses puntuables pel campionat de la F1, disputades en dues temporades consecutives (temporada 1988 - 1989), no aconseguint finalitzar cap cursa i no assolí cap punt pel campionat del món de pilots.

## Resultats a la Fórmula 1
| Any  | Equip             | Xassís | Motor    | 1       | 2       | 3       | 4       | 5       | 6       | 7       | 8       | 9       | 10      | 11      | 12      | 13      | 14      | 15      | 16      | Posició | Punts |
| ---- | ----------------- | ------ | -------- | ------- | ------- | ------- | ------- | ------- | ------- | ------- | ------- | ------- | ------- | ------- | ------- | ------- | ------- | ------- | ------- | ------- | ----- |
| 1988 | Larrousse Calmels | Lola   | Cosworth | BRA     | SMR     | MON     | MEX     | CAN     | E.USA   | FRA     | GBR     | ALE     | HUN     | BEL     | ITA     | POR     | ESP     | JPN     | AUS NVQ | -       | 0     |
| 1989 | Coloni SpA        | Coloni | Cosworth | BRA NVQ | SMR NVQ | MON Ret | MEX NVQ | USA NVQ |         |         |         |         | HUN NVQ |         |         |         |         |         |         | NC      | 0     |
| 1989 | Coloni SpA        | Coloni | Cosworth |         |         |         |         |         | CAN NVQ | FRA NVQ |         |         |         |         |         |         |         |         |         | NC      | 0     |
| 1989 | Coloni SpA        | Coloni | Cosworth |         |         |         |         |         |         |         | GBR NVQ | ALE NVQ |         |         |         |         |         |         |         | NC      | 0     |
| 1989 | Rial Racing       | Rial   | Cosworth |         |         |         |         |         |         |         |         |         |         | BEL NVQ | ITA NVQ | POR NVQ | ESP NVQ | JAP NVQ | AUS NVQ | NC      | 0     |

### Resum
| Curses: | Victòries: | Pòdiums: | Poles: | Voltes ràpides: | Punts: |
| ------- | ---------- | -------- | ------ | --------------- | ------ |
| 17 (1)  | 0          | 0        | 0      | 0               | 0      |